# 龐卡鎮區 (內布拉斯加州迪克森縣)
龐卡鎮區（英語：Ponca Township）是位於美國內布拉斯加州迪克森縣的一個行政鎮區。

## 地方資料
龐卡鎮區的面積為127.32平方千米，當中陸地面積為121.08平方千米，而水域面積為6.24平方千米。根據2020年美國人口普查的數據，當地共有人口372人，而人口密度為每平方千米2.92人。